# ريتشارد إل. بالتيمور
ريتشارد إل. بالتيمور (بالإنجليزية: Richard L. Baltimore)‏ هو دبلوماسي أمريكي، ولد في 1947 في نيويورك في الولايات المتحدة.

## وصلات خارجية
- ريتشارد إل. بالتيمور على موقع إن إن دي بي (الإنجليزية)